# Bilderberggruppen

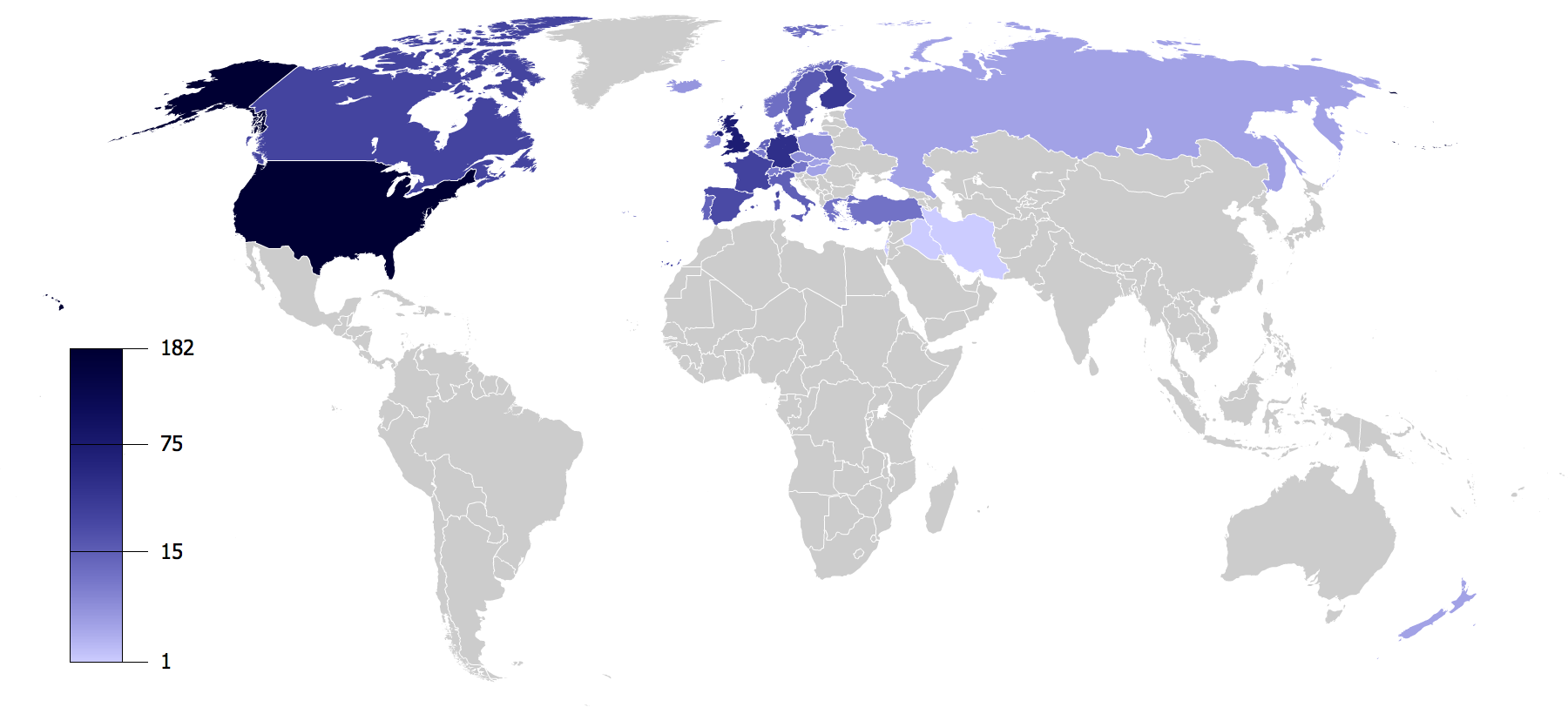
Karta över länder med antalet politiker, som har deltagit på en eller flera konferenser organiserade av Bilderbergsgruppen

Bilderberggruppen (även känt som "Bilderbergmötet", "Bilderbergkonferensen" eller "Bilderbergklubben") är en årligt möte utan demokratisk insyn (s.k. off-the-record-forum) med 120–150 okända inbjudna makthavare som grundades 1954 för att främja dialog mellan Europa och Nordamerika. Gruppens agenda, som ursprungligen påståtts vara att förhindra ett nytt världskrig, definieras nu som att stärka en konsensus kring den västerländska frimarknadskapitalismen och dess intressen runt om i världen. Bland deltagarna finns politiska ledare, experter, industriledare, finansministrar och den akademiska världen, med mellan 120 och 150 deltagare. Deltagare har rätt att använda information som erhållits vid möten, men inte tillskriva den till en namngiven talare (känd som Chatham House-regeln). Det sker ingen rapportering från de årliga mötena officiellt, genom intervjuer med deltagare eller genom bevakande journalister, även om också företrädare för mediebranschen deltar. Gruppen uppger att syftet med detta är att uppmuntra till uppriktig debatt samtidigt som man värnar om den personliga integriteten, men kritiker från ett brett spektrum av synvinklar har ifrågasatt det och det har provocerat fram konspirationsteorier från både vänster och höger. Påstådda medlemmar i gruppen är bland annat flera svenska statsministrar, vilka sällan (eller aldrig) avtvingats någon rapportering om vilken typ av makt gruppen utövar.
Gruppens namn kommer från Hotel de Bilderberg i Oosterbeek i Nederländerna, där gruppen hade sitt första möte den 29 maj 1954 under värdskap av prins Bernhard av Nederländerna. Vid det första mötet 1954 deltog bland andra Herbert Tingsten, Martin Waldenström, Ole Bjørn Kraft, Finn Moe och Leif Höegh.
Mötena organiseras av 34 personer i styrkommittén. Fram till 1975 leddes de av prins Bernhard av Nederländerna. De som leder styrkommittén är Henri de Castries och Marie-Josée Kravis. I övrigt finns inga medlemmar, enbart inbjudna talare/deltagare. Sedan 1954 har mötet ägt rum varje år utom 1976, då det ställdes in på grund av Lockheeds mutskandaler där prins Bernhard var inblandad,  och 2020 och 2021 på grund av covid-19-pandemin. Det 70:e Bilderbergmötet ägde rum från den 30 maj till den 2 juni 2024 i Madrid, Spanien.

## Historia
Den första konferensen har fått sitt namn från den plats där den först hölls från den 29 till den 31 maj 1954: Bilderberg Hotel (Hotel De Bilderberg) i Oosterbeek, Nederländerna. Hotellet gav också sitt namn till deltagarna i konferensen, "Bilderbergarna". Hotellet ligger i ett lugnt läge, cirka 7 kilometer väster om staden Arnhem. Det ägs och drivs av hotellkedjan Bilderberg, som driver 12 hotell och en evenemangslokal i Nederländerna och ett hotell i Tyskland. Vid tiden för konferensen 1954 var det ett medelstort familjeägt hotell.
Konferensen initierades av flera personer, däribland den polske exilpolitikern Józef Retinger, som oroade sig för den växande antiamerikanismen i Västeuropa och föreslog en internationell konferens där ledare från europeiska länder och USA skulle sammanföras i syfte att främja atlanticismen – en bättre förståelse mellan kulturerna i USA och Västeuropa, främja samarbete i politiska, ekonomiska och försvarsrelaterade frågor.
Retinger kontaktade prins Bernhard av Nederländerna som gick med på att främja idén, tillsammans med den tidigare belgiska premiärministern Paul van Zeeland och den dåvarande chefen för Unilever, Paul Rijkens. Prins Bernhard kontaktade i sin tur Walter Bedell Smith, den dåvarande chefen för CIA, som bad Eisenhowers rådgivare Charles Douglas Jackson att ta itu med förslaget. Gästlistan skulle upprättas genom att bjuda in två deltagare från varje nation, en från varje som skulle representera "konservativa" och "liberala" åsikter. 50 delegater från 11 länder i Västeuropa deltog i den första konferensen, tillsammans med 11 amerikaner.
Framgången med mötet ledde till att organisatörerna arrangerade en årlig konferens. En permanent styrkommitté inrättades med Retinger som ständig sekreterare. Förutom att organisera konferensen förde styrkommittén också ett register över deltagarnas namn och kontaktuppgifter i syfte att skapa ett informellt nätverk av personer som kunde besöka varandra i egenskap av privatpersoner. Konferenser hölls i Frankrike, Tyskland och Danmark under de följande tre åren. År 1957 hölls den första amerikanska konferensen på St. Simons i Georgia med 30 000 dollar från Ford Foundation. Stiftelsen finansierade även konferenserna 1959 och 1963.

## Deltagare
Deltagarna är mellan 120 och 150 personer, däribland politiska ledare, experter från näringsliv, finans, Nato, akademi och media. Ungefär två tredjedelar av deltagarna kommer från Europa och resten från Nordamerika. En tredjedel från politik och förvaltning och resten från andra områden. Historiskt sett har deltagarlistorna viktats mot bankirer, politiker, direktörer för stora företag och styrelseledamöter från stora börsnoterade företag. 
Statschefer, däribland den tidigare kungen Juan Carlos I av Spanien och den tidigare drottningen Beatrix av Nederländerna, har deltagit i mötena. En källa kopplad till gruppen berättade för The Daily Telegraph 2013 att andra, vars namn inte är offentliga, ibland dyker upp "bara för dagen" på gruppens möten.
Den svenske bankiren och industrimannen Marcus Wallenberg Jr. var medlem i styrgruppen och deltog i mötet tjugotvå gånger från 1950-talet till 1981, ett år före sin död. Hans barnbarn Marcus Wallenberg har varit där åtta gånger och hans andra barnbarn, Jacob Wallenberg, sjutton gånger.

## Aktiviteter och mål
Gruppens ursprungliga mål att främja atlanticism, stärka de amerikansk-europeiska relationerna och förhindra ett nytt världskrig har vuxit. Enligt Andrew Kakabadse är Bilderberggruppens tema att "stärka en konsensus kring den västerländska frimarknadskapitalismen och dess intressen runt om i världen". År 2001 sa Denis Healey, en av grundarna av Bilderberggruppen och medlem av styrkommittén i 30 år: "Att säga att vi strävade efter en världsregering är överdrivet, men inte helt orättvist. De av oss som var med i Bilderberg kände att vi inte kunde fortsätta i evighet med att slåss mot varandra för ingenting och döda människor och göra miljoner hemlösa. Så vi kände att det skulle vara bra med ett enda samhälle i hela världen."
Enligt gruppens hemsida genomförs mötena enligt Chatham House-regeln, vilket gör det möjligt för deltagarna att använda all information de fått under mötet, men inte att avslöja namnen på talarna eller några andra deltagare. Enligt den tidigare ordföranden Étienne Davignon 2011 är en stor attraktion med Bilderberggruppens möten att de ger deltagarna möjlighet att tala och debattera uppriktigt och att ta reda på vad viktiga personer verkligen tycker, utan att riskera att spontana kommentarer blir foder för kontroverser i media. I ett pressmeddelande från 2008 från "American Friends of Bilderberg" stod det att "Bilderbergs enda aktivitet är dess årliga konferens och att vid mötena föreslogs inga resolutioner, inga omröstningar genomfördes och inga politiska uttalanden utfärdades." I november 2009 stod gruppen dock värd för ett middagsmöte på slottet Val-Duchesse i Bryssel utanför sin årliga konferens för att främja Herman Van Rompuys kandidatur till posten som Europeiska rådets ordförande.

## Organisatorisk struktur
Mötena organiseras av en styrgrupp med två medlemmar från vardera av cirka 18 nationer. Till de officiella posterna hör en ordförande och en hederssekreterare. Gruppens stadgar innehåller ingen medlemskategori utan tidigare deltagare får de årliga konferensrapporterna. Den enda kategori som finns är "medlem i styrgruppen". Vid sidan av kommittén finns en separat rådgivande grupp med överlappande sammansättning.
Den nederländske ekonomen Ernst van der Beugel blev ständig sekreterare 1960, vid Retingers död. Prins Bernhard fortsatte som mötets ordförande fram till 1976, samma år som han blev inblandad i Lockheedaffären. Befattningen som amerikansk hedersgeneralsekreterare har i tur och ordning innehafts av Joseph E. Johnson från Carnegie Endowment; William Bundy från Princeton University; Theodore L. Eliot Jr., tidigare amerikansk ambassadör i Afghanistan; och Casimir A. Yost från Georgetown University's Institute for the Study of Diplomacy.
Enligt James A. Bill "träffades styrkommittén vanligtvis två gånger om året för att planera program och för att diskutera deltagarlistan".
År 2002 skrev författaren Jon Ronson i boken Them: Adventures with Extremists att gruppen har ett litet huvudkontor i Holland som varje år bestämmer vilket land som ska stå värd för det kommande mötet. Värdlandet måste sedan boka ett helt hotell i fyra dagar, plus ordna med catering, transport och säkerhet. För att finansiera detta ber värden om donationer från sympatiska företag som Barclays, Fiat Automobiles, GlaxoSmithKline, Heinz, Nokia och Xerox.

## Kritik
Det har länge funnits farhågor om lobbyverksamhet, eftersom högre beslutsfattare träffar företagslobbyister, och i fallet med mötet 2015 till och med med högt uppsatta personer på Transparency International.
Delvis på grund av sina arbetsmetoder för att säkerställa strikt integritet och sekretess, har Bilderberggruppen kritiserats för sin brist på transparens och ansvarsskyldighet. Ian Richardson ser Bilderberg som den transnationella makteliten, "en integrerad, och i viss mån kritisk, del av det existerande systemet för global styrning", som "inte agerar i helhetens intresse". Många av dessa kritiker har betonat att de inte accepterar eller inte tror att det finns tillräckligt med bevis för att stödja den mångfald av konspirationsteorier som har uppstått när det gäller gruppen och att de ogillar vad de anser vara deras obehagliga associationer och konnotationer. Till exempel kritiserade en artikel av den engelske kommentatorn Charlie Skelton i The Guardian i juni 2017 den världsbild som uttrycktes i en agenda publicerad av Bilderberggruppen utan att ägna sig åt spekulationer om konspiratorisk verksamhet.

## Konspirationsteorier
Hemlighetsmakeriet kring förhandlingarna har inte bara lett till varierande kritik mot gruppen och dess aktiviteter från hela det politiska spektrumet, utan också till ett antal konspirationsteorier, som har blivit särskilt populära inom vissa politiska rörelser, även om de olika fraktionerna av teoretiker ofta är oense om den exakta karaktären av den politiska rörelsens avsikter och använda olika källor och nivåer av bevisnoggrannhet för att backa upp sina antaganden. En del inom vänstern, eller med mindre specifik politisk tillhörighet, anklagar Bilderberggruppen för att antingen i hemlighet införa eller i allmänhet stödja kapitalistisk dominans och storföretagens makt, medan vissa på högerkanten har anklagat gruppen för att införa eller hjälpa till att bereda vägen för en världsregering och en global planekonomi. Högerteoretikerna tenderar att behandla gruppen som konspirationens centrala direktorat eller planeringsgren eller åtminstone tillskriva dess roll stor betydelse, medan de flesta vänsterteoretiker och mer löst knutna eller opolitiska teoretiker behandlar den som bara en i en uppsättning institutioner som hjälper till att främja internationella företagsintressen och ideologi.
År 2005 diskuterade Davignon anklagelser om att gruppen strävade efter en världsregering med BBC: "Det är oundvikligt och det spelar ingen roll. Det kommer alltid att finnas människor som tror på konspirationer, men saker och ting sker på ett mycket mer osammanhängande sätt. ... När folk säger att detta är en hemlig världsregering säger jag att om vi var en hemlig världsregering skulle vi skämmas över oss själva."
I en rapport från 1994, Right Woos Left, publicerad av Political Research Associates, hävdade den undersökande journalisten Chip Berlet att högerpopulistiska konspirationsteorier om Bilderberggruppen går tillbaka till så tidigt som 1964 och kan hittas i Phyllis Schlaflys egenutgivna bok A Choice, Not an Echo, som främjade en konspirationsteori i vilken det Republikanska partiet kontrollerades i hemlighet av elitistiska intellektuella som dominerades av medlemmar av Bilderberggruppen, vars internationalistiska politik skulle bana väg för världskommunismen.
I augusti 2010 skrev Kubas förre president Fidel Castro en artikel för det kubanska kommunistpartiets tidning Granma där han citerade Daniel Estulins bok The Secrets of the Bilderberg Club från 2006, som enligt Castros citat, beskriver "ondskefulla klickar och Bilderberglobbyister" som manipulerar allmänheten "för att installera en världsregering som inte känner några gränser och som inte är ansvarig inför någon annan än sig själv."
Förespråkare för Bilderbergkonspirationsteorier i USA inkluderar sådana grupper och individer som John Birch Society, den politiska aktivisten Phyllis Schlafly, författaren Jim Tucker, den politiska aktivisten Lyndon LaRouche, konspirationsteoretikern Alex Jones, och politikern Jesse Ventura, som gjorde Bilderberggruppen till ett ämne i ett avsnitt av sin TruTV-serie Conspiracy Theory with Jesse Ventura 2009. Även om konspirationsteorier om Bilderberggruppen har fått den överlägset mest spridda trovärdigheten i USA, har några högprofilerade icke-amerikanska förespråkare också tagit upp dem, inklusive den moldavisk-italienske författaren Nicolai Lilin, den litauiska författaren Daniel Estulin och den brittiske politikern Nigel Farage.

## Gruppens möten, sedan år 1982
| Nr | År   | Datum           | Plats                                                                               | Land           | Not    |
| -- | ---- | --------------- | ----------------------------------------------------------------------------------- | -------------- | ------ |
| 30 | 1982 | (14-16 maj)     | Rica Park Hotel, Sandefjord                                                         | Norge          |        |
| 31 | 1983 | (13-15 maj)     | Château Montebello, Montebello, Québec                                              | Kanada         |        |
| 32 | 1984 | (11-13 maj)     | Grand Hotel Saltsjöbaden, Saltsjöbaden                                              | Sverige        |        |
| 33 | 1985 | (10-12 maj)     | Doral Arrowwood Hotel, Rye Brook, New York                                          | USA            |        |
| 34 | 1986 | (25-27 april)   | Gleneagles Hotel, Auchterarder, Skottland                                           | Storbritannien |        |
| 35 | 1987 | (24-26 april)   | Villa d'Este, Cernobbio, Como, Lombardiet                                           | Italien        |        |
| 36 | 1988 | (3-5 juni)      | Interalpen-Hotel Tyrol, Telfs-Buchen, Tyrolen                                       | Österrike      |        |
| 37 | 1989 | (12-14 maj)     | Gran Hotel de La Toja, A Illa da Toxa, Galicien                                     | Spanien        |        |
| 38 | 1990 | (11-13 maj)     | Harrison Conference Center, Glen Cove, New York                                     | USA            |        |
| 39 | 1991 | (6-9 juni)      | Hotel Badischer Hof, Baden-Baden & Schlosshotel Bühlerhöhe, Bühl, Baden-Württemberg | Tyskland       |        |
| 40 | 1992 | (21-24 maj)     | Hôtel Royal & Hôtel Ermitage, Évian-les-Bains                                       | Frankrike      |        |
| 41 | 1993 | (22-25 april)   | Astir Palace Resort, Vouliagmeni                                                    | Grekland       |        |
| 42 | 1994 | (2-5 juni)      | Fiskartorpet, Helsingfors                                                           | Finland        |        |
| 43 | 1995 | (8-11 juni)     | Palace Hotel, Bürgenstock, Nidwalden                                                | Schweiz        |        |
| 44 | 1996 | (30 maj-2 juni) | Kingbridge Centre, King City, Ontario                                               | Kanada         |        |
| 45 | 1997 | (12-15 juni)    | Pine Isle Resort, Lake Lanier, Georgia                                              | USA            |        |
| 46 | 1998 | (14-17 maj)     | Turnberry Hotel, South Ayrshire, Skottland                                          | Storbritannien |        |
| 47 | 1999 | (3-6 juni)      | Caesar Park Penha Longa Hotel, Sintra                                               | Portugal       |        |
| 48 | 2000 | (1–3 juni)      | Le Château du Lac, Genval, Rixensart                                                | Belgien        | [ 56 ] |
| 49 | 2001 | (24–27 maj)     | Hotel Stenungsbaden, Stenungsund                                                    | Sverige        |        |
| 50 | 2002 | (30 maj–2 juni) | Westfields Marriott, Chantilly, Virginia                                            | USA            |        |
| 51 | 2003 | (15–18 maj)     | Trianon Palace Hotel, Versailles                                                    | Frankrike      |        |
| 52 | 2004 | (3–6 juni)      | Grand Hotel des Îles Borromées, Stresa                                              | Italien        |        |
| 53 | 2005 | (5–8 maj)       | Dorint Sofitel Seehotel Überfahrt, Rottach-Egern, Bayern                            | Tyskland       |        |
| 54 | 2006 | (8–11 juni)     | Brookstreet Hotel, Ottawa, Ontario                                                  | Kanada         |        |
| 55 | 2007 | (31 maj–3 juni) | Ritz-Carlton Hotel, Şişli, Istanbul                                                 | Turkiet        |        |
| 56 | 2008 | (5–8 juni)      | Westfields Marriott Chantilly, Virginia                                             | USA            |        |
| 57 | 2009 | (14–17 maj)     | Astir Palace, Vouliagmeni                                                           | Grekland       |        |
| 58 | 2010 | (3–7 juni)      | Hotel Dolce, Sitges                                                                 | Spanien        |        |
| 59 | 2011 | (9–12 juni)     | Suvretta House, St. Moritz, Graubünden                                              | Schweiz        |        |
| 60 | 2012 | (31 maj–3 juni) | Westfields Marriott, Chantilly, Virginia                                            | USA            |        |
| 61 | 2013 | (8–9 juni)      | Grove Hotel, Watford, England                                                       | Storbritannien | [ 57 ] |
| 62 | 2014 | (29 maj–3 juni) | Marriott Hotel, Köpenhamn                                                           | Danmark        |        |
| 63 | 2015 | (11–14 juni)    | Interalpen-Hotel Tyrol, Telfs-Buchen, Tyrolen                                       | Österrike      |        |
| 64 | 2016 | (9–12 juni)     | Taschenbergpalais, Dresden, Sachsen                                                 | Tyskland       |        |
| 65 | 2017 | (1–4 juni)      | Westfields Marriott, Chantilly, Virginia                                            | USA            |        |
| 66 | 2018 | (7–10 juni)     | NH Torino Lingotto Congress, Turin                                                  | Italien        | [ 58 ] |
| 67 | 2019 | (30 maj–2 juni) | Fairmont Le Montreux Palace, Montreux, Vaud                                         | Schweiz        | [ 59 ] |
| 68 | 2022 | (2–5 juni)      | Mandarin Oriental, Washington, D.C.                                                 | USA            | [ 60 ] |
| 69 | 2023 | (18–21 maj)     | Pestana Palace, Lissabon                                                            | Portugal       | [ 61 ] |
| 70 | 2024 | (30 maj–2 juni) | Eurostars Suites Mirasierra Hotel, Madrid                                           | Spanien        | [ 62 ] |
| 71 | 2025 | (15–17 juni)    | Grand Hôtel, Stockholm                                                              | Sverige        |        |

## Ledare

### Styrkommitténs ordförande
- Prins Bernhard av Lippe-Biesterfeld, 1954–1976
- Sir Alec Douglas-Home, 1977–1980
- Walter Scheel, 1981–1985
- Eric Roll, Baron Roll of Ipsden, 1986–1989
- Peter Carington, 6:e baron Carrington, 1990–1998
- Étienne Davignon, 1999–2011
- Henri de Castries, 2012–
- Marie-Josée Kravis, 20??–

## Kopplingar till Sverige

### Möten i Sverige
Gruppen har hållit fem möten i Sverige: 
- Grand Hotel Saltsjöbaden i Saltsjöbaden (1962, 1973, 1984)[63][64]
- Stenungsbaden, Stenungsund (2001, i samband med EU-toppmötet i Göteborg)[63][64]
- Grand Hôtel, Stockholm (2025)

### Urval av svenska deltagare

#### 1950-talet
- Herbert Tingsten (1954)[65]

#### 1960-talet
- Arne Geijer (1962)[65]
- Tage Erlander (1962)[65]

#### 1970-talet
- Thorbjörn Fälldin (1978)[65]
- Gunnar Sträng (1973)[65]
- Krister Wickman (1973)[65]
- Marcus Wallenberg d.ä. (1962, 1973)[65] (Dåvarande medlem i styrkommittén)[65]
- Björn Lundvall (197x) (Dåvarande medlem i styrkommittén)[66]

#### 1980-talet
- Anders Thunborg (1988)[65]
- Staffan Burenstam Linder (1988)[65]
- Olof Palme (1965, 1973, 1984)[65]
- Peter Wallenberg (1984)[65]
- Hans Werthén (1984)[65]
- Stig Synnergren (1984)[65]
- Pehr G. Gyllenhammar (198?)[67]

#### 1990-talet
- Björn Rosengren (1999)[65]
- Tom Hedelius (1999)[65]
- Mauricio Rojas (1999)[65]
- Björn Svedberg (1997)[65]
- Mona Sahlin (1996) (inbjuden av Percy Barnevik)[68]
- Ines Uusmann (1995)[65]
- Kung Carl XVI Gustaf (1995)[65]
- Stig Larsson (1994)[65]
- Hans Bergström (1994)[65]
- Sten Gustafsson (1984)[65], (1991)[65][69], (1992)[65] (Dåvarande medlem i styrkommittén)[66]
- Lars Jonung (1991)[65][69]
- Bo Ramfors (1991)[69]

#### 2000-talet
- Fredrik Reinfeldt (2006, inbjuden av Jacob Wallenberg[70] samt ytterligare några gånger)
- Jan Björklund (2009)[71]
- Maud Olofsson (2008)[71]
- Carl-Henric Svanberg (2007)[72]
- Marcus Wallenberg d.y. (1996, 1997)[65], (2001)[64], (2009)[71]
- Tom Johnstone (2008)[71]
- Hans Stråberg (2006, inbjuden av Jacob Wallenberg)[70]
- Carin Jämtin (2004, inbjuden av Mona Sahlin)[70]
- Lars Heikensten (2004)[65]
- Gunnar Brock (2004)[65]
- Percy Barnevik (1992)[65], (1996)[68], 1997[64], (1999, 2000)[65], (2001)[64] (Före detta medlem i styrkommittéen)[65][66]
- Leif Pagrotsky (2001)[64]
- Leif Johansson (2001)[64]
- Lars-Eric Petersson (2000)[65]

#### 2010-talet
- Magdalena Andersson (2016, 2023)
- Carl Bildt (1992, 1993, 1996, 1997, 1999, 2000,[65], 2006 (speciellt inbjuden av Bilderberg),[70], 2007[72], 2008[71] 2009[71], 2010 (medlem),[71], 2013[73], 2014[74])
- Jonas Bonnier (2012[75])
- Anders Borg (2007,[72] 2013[73])
- Håkan Buskhe (2014[74])
- Urban Bäckström (2010)[71]
- Gunilla Carlsson (2012)[75]
- Mikael Damberg (2015)[76]
- Börje Ekholm (2013)[73]
- Ulf Kristersson (2019)
- Tove Lifvendahl (2014[74])
- Stefan Löfven (2013)[73]
- Annie Lööf (2017[77])
- Maria Rankka (2018[78])
- Lars Renström (2010)[79]
- Johanna Rosén (2017[77])
- Carl-Henric Svanberg (2014[74])
- Jacob Wallenberg (1998, 2000,[65], 2001,[64] (2006)[80] 2007,[72] 2008,[71], 2009[71] 2010 (medlem i styrkommittén),[71][64][70][81]2012[75]2013[73], 2014[74])
- Marcus Wallenberg (2014[74], 2017[77]), 2019, 2022, 2023, 2024)

#### 2020-talet
- Anna Borg (2023)
- Daniel Ek (2024)[82]
- Ann Linde (2024) [83]
- Martin Lundstedt (2022)[84]
- Lena Hallengren (2022)[84]
- Oscar Stenström (2023)
- Ulf Kristersson (2025)[85]